# 4889 Praetorius
4889 Praetorius eller 1982 UW3 är en asteroid i huvudbältet som upptäcktes den 19 oktober 1982 av den tyske astronomen Freimut Börngen vid Tautenburg-observatoriet. Den har fått sitt namn efter den tyske tonsättaren Michael Praetorius.
Asteroiden har en diameter på ungefär 21 kilometer. Den tillhör asteroidgruppen Meliboea.